# Amtsgericht Lengenfeld
Das Amtsgericht Lengenfeld war von 1879 bis 1943/1952 ein Gericht der ordentlichen Gerichtsbarkeit und eines von zwölf Amtsgerichten im Sprengel des Landgerichtes Plauen mit Sitz in Lengenfeld (Vogtland).

## Geschichte
Von 1856 bis 1879 bestand in Lengenfeld das Gerichtsamt Lengenfeld als erstinstanzliches Gericht. Mit den Reichsjustizgesetzen wurde das Gerichtsamt Lengenfeld aufgelöst und das Amtsgericht Lengenfeld als Nachfolger des Gerichtsamtes eingerichtet. Das Amtsgericht Lengenfeld war eines von 12 Amtsgerichten im Bezirk des Landgerichtes Plauen. Der Amtsgerichtsbezirk umfasste anfangs 9237 Einwohner. Das Gericht hatte damals eine Richterstelle und war damals eines der kleinsten Amtsgerichte im Landgerichtsbezirk. Der Amtsgerichtsbezirk bestand aus Lengenfeld, Abhorn, Grün mit Neuehütt, Irfersgrün, Pechtelsgrün mit Hollhäusern, Plohn, Röthenbach, Schönbrunn sowie Waldkirchen mit den Göltzschhäusern.
Im Jahre 1943 wurde das Amtsgericht Lengenfeld kriegsbedingt zu einer Nebenstelle des Amtsgerichts Auerbach herabgestuft. Es fand nur noch ein Gerichtstag im Monat statt, ansonsten war es nun nur noch für die freiwillige Gerichtsbarkeit zuständig. Mit dem Gerichtsverfassungsgesetz vom 2. Oktober 1952 wurde das Amtsgericht Lengenfeld in der DDR aufgehoben und das Kreisgericht Auerbach an seiner Stelle eingerichtet. Gerichtssprengel war nun der Kreis Auerbach.

## Gerichtsgebäude

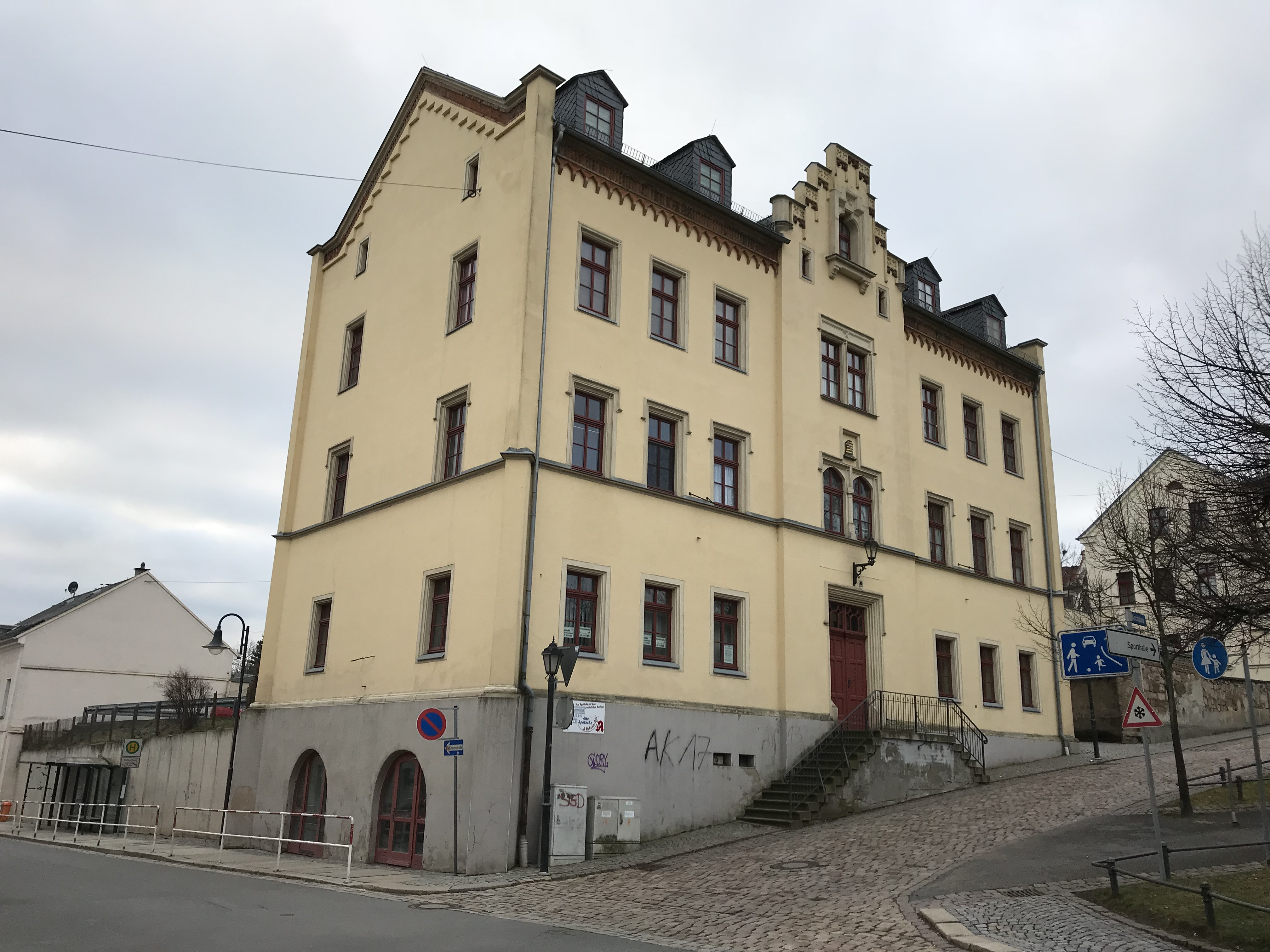
Ehem. Amtsgericht Lengenfeld (2018)

Das Amtsgerichtsgebäude (Kirchplatz 1) wurde um 1870 erbaut. Dieses wurde vorher vom Gerichtsamt genutzt. Der ortsbildprägende Putzbau mit aufwändiger Fassadengliederung mit neugotischen und klassizistischen Elementen ist ein markanter Bestandteil der Kirchplatzbebauung und steht aufgrund seiner regionalhistorischen und baugeschichtlichen Bedeutung unter Denkmalschutz.